# Vizaga cyanea
Vizaga cyanea är en fjärilsart som beskrevs av Pieter Cornelius Tobias Snellen 1881. Vizaga cyanea ingår i släktet Vizaga och familjen trågspinnare. Inga underarter finns listade i Catalogue of Life.